# Діхтяр Олекса Іванович
Оле́кса Іва́нович Діхтя́р (нар.12 (24) лютого 1886 с. Кустолове, Костянтиноградський повіт, Полтавська губернія, Російська імперія — †13 серпня 1936, Полтава, УСРР) — український письменник, перекладач, мовознавець і педагог (псевдонім — Д. Аскело). Член-кореспондент етнографічної секції ВУАН.

## Біографія
Народився у с. Кустолове, нині Новосанжа́рського району Полтавської області України в селянській сім'ї.
Після закінчення 1906 року Новобузької учительської семінарії понад 30 років учителював, із них — 25 у Диканьці. Закінчив також Полтавський учительський інститут. Був першим завідувачем трикласного училища у Диканьці у 1905—1915 роках .Будинок, побудований 1904 року, зберігся донині (вул. Леніна, 72).

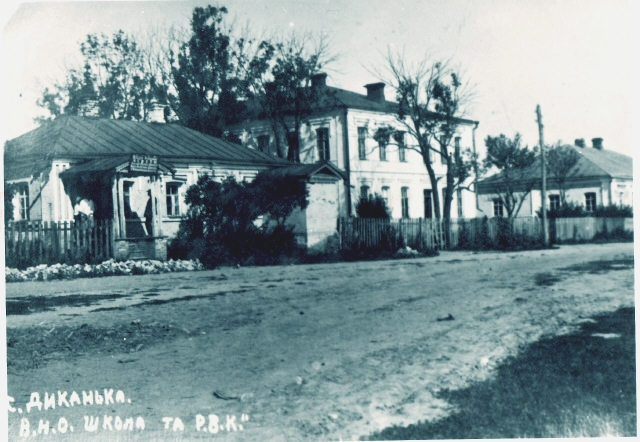
Будинок трикласного училища (посередині), яким завідував Олекса Діхтяр (кінець 1920-х)

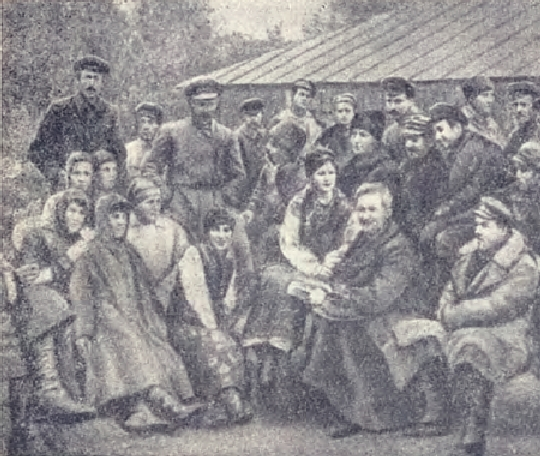
Альберт Ріс Вільямс серед диканчан, 1924

1908 року о. Костянтин, батько Василя Короліва, обвінчав Олексу Діхтяра і Варвару Корольову (написання прізвища була саме таке — на російський зразок), що була двоюрідною сестрою Василя. Це було в диканській Троїцькій церкві, настоятелем якої був о. Костянтин.
Член-кореспондент етнографічної секції ВУАН (поч. 1920-х рр.).
Живучи в Диканьці, Олекса Іванович брав участь у громадсько-культурному житті села, працював інспектором освіти і членом райвиконкому. Він був серед тих диканців, які прихильно зустріли 1924 року приїзд американського публіциста і громадського діяча Альберта Ріса Вільямса. Образ скромного учителя і письменника в селянській чумарці, з лагідною посмішкою бачимо на фотокартці «Вільямс серед диканців», опублікованій в журналі «Огонёк» (1957).
1928 року його запросили до Харківської промакадемії методистом і викладачем української мови та літератури.
1931 року під час трамвайної катастрофи Діхтяр втратив ногу. Підлікувавшись, він знову — тепер уже на протезі — став за кафедру. Проте ненадовго: 1934 року тяжко занедужав і врешті-решт опинився в лікарні.
13 серпня 1936 року в п'ятдесятирічному віці помер у полтавській лікарні Червоного Хреста. Його поховали на Монастирському кладовищі у межах Полтавського Хрестовоздвиженського монастиря на узгір'ї Монастирської гори.
Наступного дня в газеті «Більшовик Полтавщини» (так називалася газета «Зоря Полтавщини» у період від 1924 до 1941 року) з'явився некролог — Пилип Капельгородський теплими словами клав «скромний вінок на дочасну могилу малопомітного, але самовідданого трудівника літератури».
Його дочка і нині (2011) живе у Диканьці.

## Творчість
До перших літературних спроб О. Діхтяр вдався у часи перебування в семінарії. Приїхавши до Полтави, він показав свій вірш Панасу Мирному й одержав схвальний відгук. Та газетні дописи й окремі вірші в полтавській пресі не задовольняють наполегливого юнака. Невідомо, де він навчився італійської мови, але вже в 1908—1909 роках 22-річний початкуючий письменник береться за переклад творів італійця Едмондо де Амічіса (італ. Edmondo De Amicis) і 1910 року в Києві виходить його перший переклад книжки «Батьки та діти». Згодом перекладає ще «Шкільні товариші» Амічіса, «Томову хижку» Г. Бічер-Стоу та ін.
Водночас він записує казки та легенди, зокрема башкирські, і видає книжку «Убогий Гирей». У другому виданні (Черкаси, 1918) є позначка: «Чугуїв, військовий табір, 1915, VII — 26».
Від 1906 року Діхтяр виступив як поет. За словами П. Капельгородського, ранні поезії Олекси Івановича позначені елегійністю й переважно інтимні, хоч і не позбавлені ноток «суму і жалю за долю пригнобленого самодержавним ладом трудящого люду». 1917 року вірші вийшли окремою збіркою під назвою «Десять років». На жаль, вона досі не виявлена, і це завдання дослідників.
У пореволюційний час одна за одною з'являються його книжки — переклади Амічіса, Твена, Бічер-Стоу. Щодо «Шкільних оповідань» Амічіса критик журналу «Книгар» писав: «Кращого матеріалу для читання не можна й вигадати для наших школярів». Відзначали добру мову, живу, щиронародну. Крім того, займався Діхтяр і літературознавством, критикою, фольклористикою, а також драматургією. 1917 року він опублікував п'єсу «За громадську землю», 1929 — дитячу п'єсу «Дев'яте січня 1905 року». 1927 року Книгоспілка (Харків) видала дитячу книжку О. Діхтяра «Пригоди жаби-квакушки».
За підрахунками П. Й. Капельгородського, Олекса Діхтяр видав понад 12 книг, деякі з них (переважно переклади) витримали по 3, 5 і навіть 8 видань. Внесок його в українську літературу хоча й невеликий, але в історії українського письменства він не буде забутий.

## Вшанування пам'яті
У Диканці вулицю Чайковського перейменували на вулицю Олекси Діхтяра.